# Breza (Czarnogóra)
Breza (cyr. Бреза) – wieś w Czarnogórze, w gminie Kolašin. W 2011 roku liczyła 406 mieszkańców.